# Berlin Hamburger und Lehrter Bahnhof
Berlin Hamburger und Lehrter Bahnhof (bahnamtlich Berlin Hamb u Lehrt Bf) ist ein Güterbahnhof in Berlin-Moabit im Bezirk Mitte.

## Geschichte

Plan von 1896

Am 1. März 1881 wurde der Berlin-Hamburger Rangierbahnhof, aus dem später der Hamburger und Lehrter Güterbahnhof hervorging, vollständig in Betrieb genommen.
Am 1. November 1980 wurden der Güterbahnhof Spreeufer und der Lehrter Personenbahnhof aufgegeben und als Ersatz das Containerterminal HuL im Hamburger und Lehrter Güterbahnhof eröffnet. Außerdem verläuft über den Bahnhof der Güterverkehr zum Westhafen. Der Güterbahnhof wird vom Bahnhof Berlin-Moabit aus erreicht, Züge in den Westhafen müssen die Fahrtrichtung wechseln.
Im Zuge der Umgestaltung des ehemaligen Containerbahnhofs HuL hat die Senatsverwaltung für Stadtentwicklung und Umweltschutz im Jahr 1999 ein Gutachten „Entwicklungsraum Lehrter Bahnhof“ für die Abwicklung der straßenseitigen Bedienung beauftragt. Das Containerterminal wurde bis 2003 betrieben. Als Ersatz für das Terminal am HuL wurde im Jahr 1998 das neue Güterverkehrszentrum Großbeeren errichtet. Im Jahr 2006 wurden die beiden elektromechanischen Stellwerke „Hgb“ – Hamburger und Lehrter Güterbahnhof und „Hwt“ – Hamburger und Lehrter Güterbahnhof Westturm (beide Baujahr 1912) außer Betrieb gesetzt und abgerissen. Die beiden Portalkräne wurden 2007 abgerissen.
Inzwischen sind im HuL lediglich zwei Gleise vorhanden. Durch einen Ausbau sollen die Nutzlänge der Gleise von derzeit 453 m bzw. 488 m auf je 700 m verlängert und beide Gleise elektrifiziert werden. Dazu war ein Planfeststellungsverfahren durchgeführt worden. Ziel ist es, den Rangieraufwand mit Diesellokomotiven zu vermeiden und die Züge mit der Streckenlokomotive zum Westhafen zu fahren. Seit dem 11. Januar 2021 liegt der Planfeststellungsbeschluss des EBA vor.

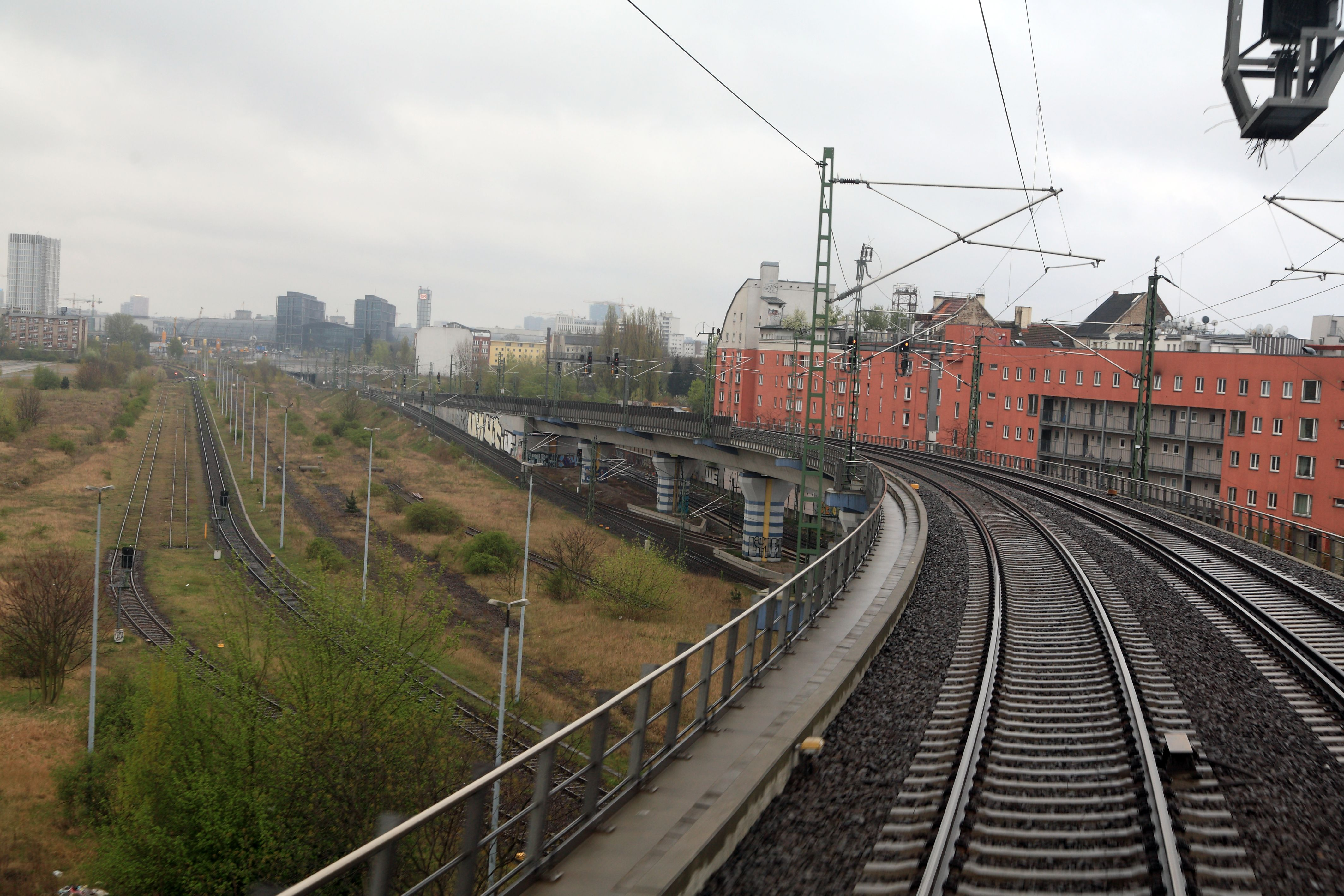
Links der HuL; Blick vom „Überflieger“

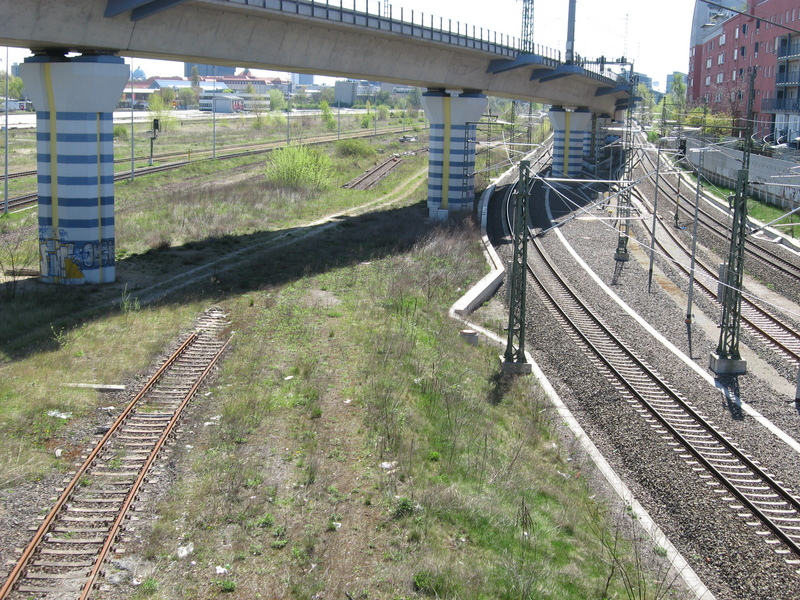
Links im Bild: Ausfahrt vom HuL in Richtung Berlin-Moabit

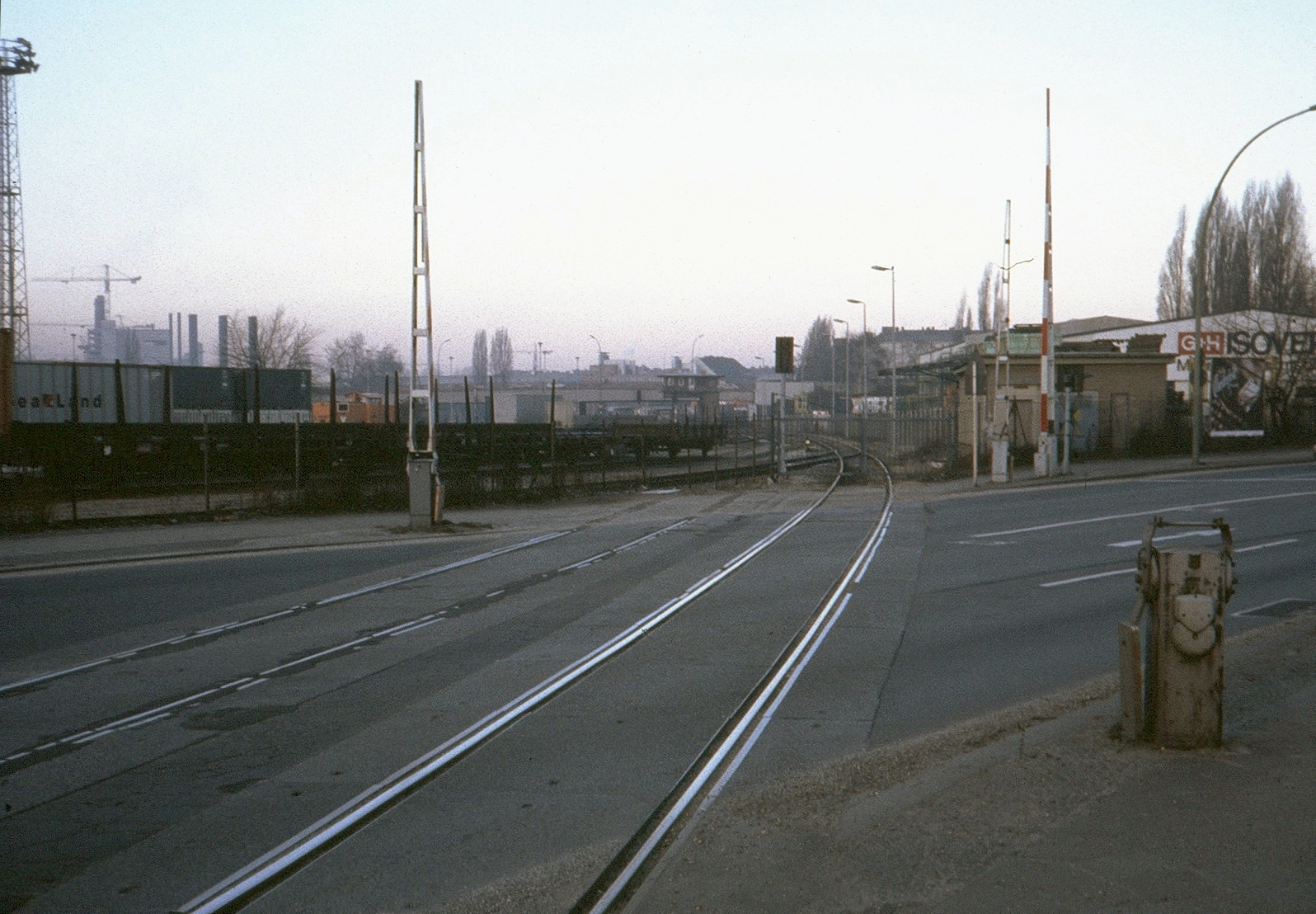
Bahnübergang Heidestraße, 1988; inzwischen enden die Gleisanlagen weit vorher